# BitLocker Drive Encryption
El programa de xifrat de disc BitLocker proveeix de xifrat de disc a les versions Professional, Ultimate i Enterprise de Windows Vista i Windows 7 així com a les versions per a empreses de Windows Server 2008. Està dissenyat per a protegir les dades en proporcionar xifrat per a volums sencers. Per defecte s'utilitza l'algorisme de xifrat estàndard AES en manera CBC amb una clau de 128 bits.
L'última versió de BitLocker afegeix l'opció de xifrar unitats extraïbles.

## Descripció General
Existeixen tres mecanismes d'autenticació que poden ser utilitzats com a elements bàsics per a implementar el xifrat de BitLocker.
- Manera de funcionament transparent: Aquesta manera aprofita les capacitats del mòdul de plataforma de confiança (en anglès,Trusted Platform Module, TPM). La clau utilitzada per al xifrat de disc està xifrada i només es donarà a conèixer el codi al sistema operatiu si els arxius d'inici a principi de l'arrencada no han estat modificats. Aquesta manera és vulnerable a un atac d'arrencada en fred, ja que permet l'apagat de la màquina per un atacant.
- Manera d'autenticació d'usuari: Aquesta manera requereix que l'usuari proporcioni alguna d'autenticació al preinici. Aquesta manera és vulnerable a un atac rootkit.
- Manera en dispositius USB: L'usuari ha d'inserir un dispositiu USB que contingui una clau d'inici en l'equip per a poder arrencar el sistema operatiu protegit. Tingui en compte que aquesta modalitat requereix que el BIOS de la màquina protegida accepti l'arrencada des de dispositius USB. Aquesta manera també és vulnerable a un atac rootkit.

## Funcionament
Contràriament a la denominació oficial, el "Xifrador de Disc BitLocker" és un volum lògic. Un volum pot o no pot ser tot un disc, i les unitats poden abastar un o més discos físics. A més, quan està activat el mòdul de plataforma de confiança (TPM), BitLocker pot garantir la integritat de la ruta d'inici de confiança (per exemple, un BIOS, un sector d'arrencada, etc), a fi de prevenir els atacs físics fora de línia, el malware sector d'arrencada, etc.
Amb la finalitat que BitLocker operi, el disc dur requereix un mínim de dues particions NTFS: una per al sistema operatiu (usualment en C:) i un altre amb una grandària mínima de 100 MB en el sistema operatiu d'arrencada. BitLocker requereix un volum d'arrencada que romangui sense xifrar, per la qual cosa l'arrencada no ha de ser utilitzat per a emmagatzemar informació confidencial. A diferència de versions anteriors de Windows, "Vista diskpart", eina de línia de comandos inclou, la capacitat de reduir la grandària d'un volum NTFS de manera que el volum del sistema per a BitLocker pot ser creat. Una eina anomenada el "BitLocker Drive Preparation Tool" també està disponible en Microsoft que permet a un volum existent ser reduït per a donar cabuda a un volum d'arrencada, i per als arxius a transferir a aquest. Des de BitLocker calen almenys dues particions formatades en NTFS, alguns usuaris prefereixen xifrar tot el disc dur, sense necessitat de separació.
Una vegada que una partició d'arrencada alternativa ha estat creada, el mòdul TPM ha de ser inicialitzat (suposant que aquesta característica s'utilitza), després que el xifrat de disc requereixi mecanismes de protecció clau. El volum es xifra com una tasca de fons, alguna cosa que pot prendre una quantitat considerable de temps en un disc gran. Només una vegada que el volum total s'ha xifrat amb les claus protegides, el volum es considera segur.
Un altre sistema de xifrat d'arxius poden utilitzar-se juntament amb BitLocker per a oferir protecció una vegada que el nucli del sistema operatiu s'hagi carregat. Des de BitLocker es descifren els arxius del disc abans que el sistema operatiu hagi carregat (i per tant fora del context del sistema operatiu).